# Clemens Moser (Politiker, 1885)
Clemens Moser (* 1. September 1885 in Hausen am Andelsbach; † 4. November 1956 in Sigmaringen) war ein preußischer Politiker (Zentrum, CDU).

## Leben
Moser besuchte die Volksschule Hausen und 1899 bis 1905 das Gymnasium Sigmaringen, wo er das Abitur ablegte. 1905 bis 1910 studierte er in Tübingen und Straßburg. 1911 legte er das erste Staatsexamen ab und diente danach 1911/1912 als Einjährig-Freiwilliger. 1912/1913 folgte das Seminarjahr in Trier und vom April 1913 bis April 1914 das Probejahr in Köln-Mülheim. Danach war er Kriegsteilnehmer im Ersten Weltkrieg, zuletzt als Leutnant der Reserve. Weihnachten 1918 wurde er Studienassessor und lehrte ab Ostern 1919 am Realreform-Gymnasium im Hechingen Latein und Geschichte. 1927 wurde er Studienrat. Nach der Machtergreifung der Nationalsozialisten wurde er im April 1933 vom Dienst suspendiert und im September 1933 in den Ruhestand versetzt. Zeitweise war er Angestellter beim Finanzamt Sigmaringen. Im Rahmen der Aktion Gitter war er 1944 zehn Wochen in politischer Haft in Saulgau.
Er war Mitglied der katholischen Studentenverbindungen KDStV Hohenstaufen Freiburg im Breisgau und KDStV Badenia (Straßburg) Frankfurt am Main.

## Politik
Von 1922 bis 1933 war er Abgeordneter im Kommunallandtag der Hohenzollernschen Lande. Vom Februar 1926 bis zum 30. September 1930 war er stellvertretendes Mitglied und vom 30. September 1930 bis April 1933 Mitglied des preußischen Staatsrates. In der Zeit des Nationalsozialismus konnte er sein politisches Engagement nicht legal fortsetzen.
Vom 28. Mai bis Oktober 1945 war er Landrat im Landkreis Hechingen. 1945 wurde er Präsident der Hohenzollernschen Lande für die Zeit der Überleitung der Geschäfte des Regierungspräsidenten in Sigmaringen auf das Staatssekretariat für das französisch besetzte Gebiet Württembergs und Hohenzollerns in Tübingen. Von dem 16. Oktober 1945 und dem 22. Juli 1947 war er Landesdirektor und Staatssekretär für Arbeit beim Staatssekretariat Württemberg-Hohenzollern und als dieser Leiter des Arbeitsministeriums von Württemberg-Hohenzollern im Kabinett Schmid II. Von 1946 bis März 1950 war er zugleich Landeshauptmann beim Landeskommunalverband der Hohenzollerischen Lande.

## Auszeichnungen
Er wurde 1950 Ehrenbürger von Hausen am Andelsbach.